# Grazia Deledda
Grazia Deledda (Nuoro, 27. rujna 1871. – Rim, 15. kolovoza 1936.), talijanska književnica.
Dobitnica je Nobelove nagrade za književnost 1926. godine. Napisala je niz romana i novela, a u talijansku književnost unijela je sardinijski seljački i malograđanski svijet. U pojednostavljenim rasponima toga prohujaloga svijeta otkriva sukobe koji potresaju u modernoga čovjeka. 

## Djela
- "Starac s planine",
- "Elias Portolu",
- "Trske na vjetru",
- "Cosima".